# Carlos Machín Rodríguez
Carlos Machín Rodríguez (Mieres, 13 de març de 1958) va ser un ciclista asturià, que fou professional entre 1981 i 1985. En cop retirat va dirigir diferents equips ciclistes.

## Palmarès
- 1977
  - 1r a la Volta da Ascension i vencedor d'una etapa
- 1977
  - 1r a la Clàssica als Ports de Guadarrama
- 1982
  - Vencedor d'una etapa a la Volta a Castella
- 1985
  - Vencedor d'una etapa a la Volta a la Rioja

### Resultats a la Volta a Espanya
- 1982. 41è de la classificació general
- 1983. 44è de la classificació general
- 1984. 45è de la classificació general.
- 1985. 70è de la classificació general